# Zola (film)
Zola is een Amerikaans misdaaddrama uit 2020 onder regie van Janicza Bravo. De film is gebaseerd op een waargebeurd verhaal. De hoofdrollen worden vertolkt door Taylour Paige, Riley Keough, Nicholas Braun en Colman Domingo.

## Verhaal
Wanneer Zola in een restaurant collega-paaldanseres Stefani ontmoet, beginnen de twee aan een roadtrip in Florida, waar ze door op te treden in stripclubs op korte tijd zoveel mogelijk geld willen verdienen. De reis loopt echter al snel uit de hand.

## Rolverdeling
| Acteur         | Personage               |
| -------------- | ----------------------- |
| Taylour Paige  | Zola                    |
| Riley Keough   | Stefani                 |
| Nicholas Braun | Derrek                  |
| Ari'el Stachel | Sean                    |
| Colman Domingo | X                       |
| Jason Mitchell | Rivaliserende crimineel |
| Ben Bladon     | K                       |
| Megan Hayes    | Joan                    |

## Productie
In 2015 vertelde de van Detroit afkomstige stripteaseuse Zola, die in werkelijkheid Aziah Wells heet, op Twitter een verhaal over een waanzinnige roadtrip die ze in Florida samen met een collega-stripteaseuse had afgelegd. Haar 148 tweets gingen viraal en werden al snel opgemerkt door zowel Amerikaanse media als filmmakers. In november 2015 publiceerde journalist David Kushner in het tijdschrift Rolling Stone onder de titel Zola Tells All een artikel over de roadtrip die door Zola beschreven werd. Hij interviewde verscheidene betrokkenen, die bevestigden dat Zola's verhaal in grote lijnen klopte. Zola zelf gaf wel toe dat enkele van haar meest sensationele tweets verzonnen werden 'om de amusementswaarde te verhogen'.
In februari 2016 werd bericht dat acteur en regisseur James Franco het verhaal wilde verfilmen in samenwerking met scenarioschrijvers Andrew Neel en Mike Roberts. Het project sleepte aan omdat Franco nadien in opspraak kwam vanwege MeToo-beschuldigingen. Plannen om in februari 2018 aan de productie te beginnen, werden bijgevolg opgeborgen.
In juni 2018 werd Franco vervangen door regisseuse Janicza Bravo. In oktober 2018 werd Taylour Paige gecast als het titelpersonage. Diezelfde maand raakte ook de casting van onder meer Riley Keough, Nicholas Braun, Colman Domingo en Jason Mitchell bekend. De opnames gingen eind oktober 2018 van start in Florida en eindigden in december 2018.
De film ging op 24 januari 2020 in première op het Sundance Film Festival.